# 新口絢子
新口 絢子（にぐち あやこ）は、近畿地方を拠点に活動している日本のラジオパーソナリティ。

## 来歴
奈良県橿原市出身。奈良県橿原市立光陽中学校、奈良県立畝傍高等学校、同志社大学社会学部を卒業した。
同大在学時には、有限会社FACE所属のタレントとして活動した。MBSラジオのナイターオフ番組『INO-KONボンバイエ』に、2007年度のアシスタントとして出演していた。
その後はならどっとFMのパーソナリティを経て、2011年4月、茨城放送（現在のLuckyFM茨城放送）に入社した。2014年2月に退社するまでの間、同局のアナウンサーを務めていた。茨城放送への入社前、アナウンススクールの生田教室に通っていたことがある。
退社後、2014年4月から2020年3月までNHK奈良放送局で活動した。当初はリポーターを務めていたが、3年目の春にキャスターにシフトした。
2020年3月からはNHK大阪放送局の『関西ラジオワイド』に出演している。

## 人物
『INO-KONボンバイエ』では、苗字の読み（にぐち）にちなんで共演者やリスナーから「にぐにぐ」と呼ばれていた。ならどっとFMでも同じように呼ばれていた。
特技として、トラクターを運転できることを挙げている。
大のアニメファンで、自称アニメオタク。
茨城放送の宮田英里は同期入社であるが、自身より年上ということもあり「お姉ちゃんのような存在」であるという。

## 出演

### ラジオ番組
- INO-KONボンバイエ（MBSラジオ） - アシスタント
- ひるラジ！784（ならどっとFM）
- ふれラジいばらき（茨城放送） - アシスタント
- スマイル・スマイル（茨城放送）
- 夕刊ほっと（茨城放送） - アシスタント
- JUMP! 火曜 Ayakoのアニメパイレーツ[9]（茨城放送） - 2012年度パーソナリティ
- HAPPYパンチ!（茨城放送）
- 関西ラジオワイド（NHK大阪放送局）

### テレビ番組
- ならナビ（NHK奈良放送局） - 代理出演 → 2016年度から隔週出演でメインキャスター
- ぐるっと関西おひるまえ（NHK大阪放送局） - 奈良放送局正午前の天気予報担当

### CM
- JARTIC奈良（ならどっとFM） -  新口本人が退社した後も放送されている。
- 奈良健康ランド（ならどっとFM） -  新口本人が退社した後も放送されている。